# Ettlingen
Ettlingen er en by beliggende sydøst for Karlsruhe i landkreis Karlsruhe, i den tyske delstat Baden-Württemberg. Den er den næststørste by i landkreisen efter Bruchsal.

## Geografi
Ettlingen ligger ved kanten af Rhinsletten i det nordlige Schwarzwald, og ligger i dalen til floden Alb, som løber gennem byen på vej mod Rhinen. Selve byen ligger hovedsageligt på sletten. De indlemmede landsbyer ligger dels på sletten (Bruchhausen, Ettlingenweier, Oberweier), dels på de første stigninger til Schwarzwald (Spessart, Schöllbronn und Schluttenbach)

### Nabokommuner
Følgende byer og kommuner grænser til Ettlingen, (med uret fra nord):
Karlsruhe, Waldbronn, Karlsbad (Baden), Marxzell, Malsch og Rheinstetten; de hører bortset fra den kreisfri by Karlsruhe – til Landkreis Karlsruhe

### Inddeling
Ettlingens består af hovedbyen og landsbyerne Bruchhausen, Ettlingenweier, Oberweier, Schluttenbach, Schöllbronn og Spessart.
Disse har efter den baden-württembergske kommuneordning selvstændige bydelsråd.
Bruchhausen, Schluttenbach og Spessart består kun af byen af samme navn. Til Ettlingenweier hører landsbyen Ettlingenweier bebyggelserne Bahnstation Bruchhausen og Waldsaum. Til bydelenn Oberweier hører landsbyen Oberweier og bebyggelsen Lochmühle. Til Schöllbronn hører landsbyen Schöllbronn og bebyggelsen Schöllbronner Mühle.

## Billedgalleri
- Ettlingen
- Floden Alb løber gennem byen
- Et tog på Albtalbahn passerer Ettlinger Slot
- Ettlinger Slot
- Ettlinger Slot